# Маневровий локомотив

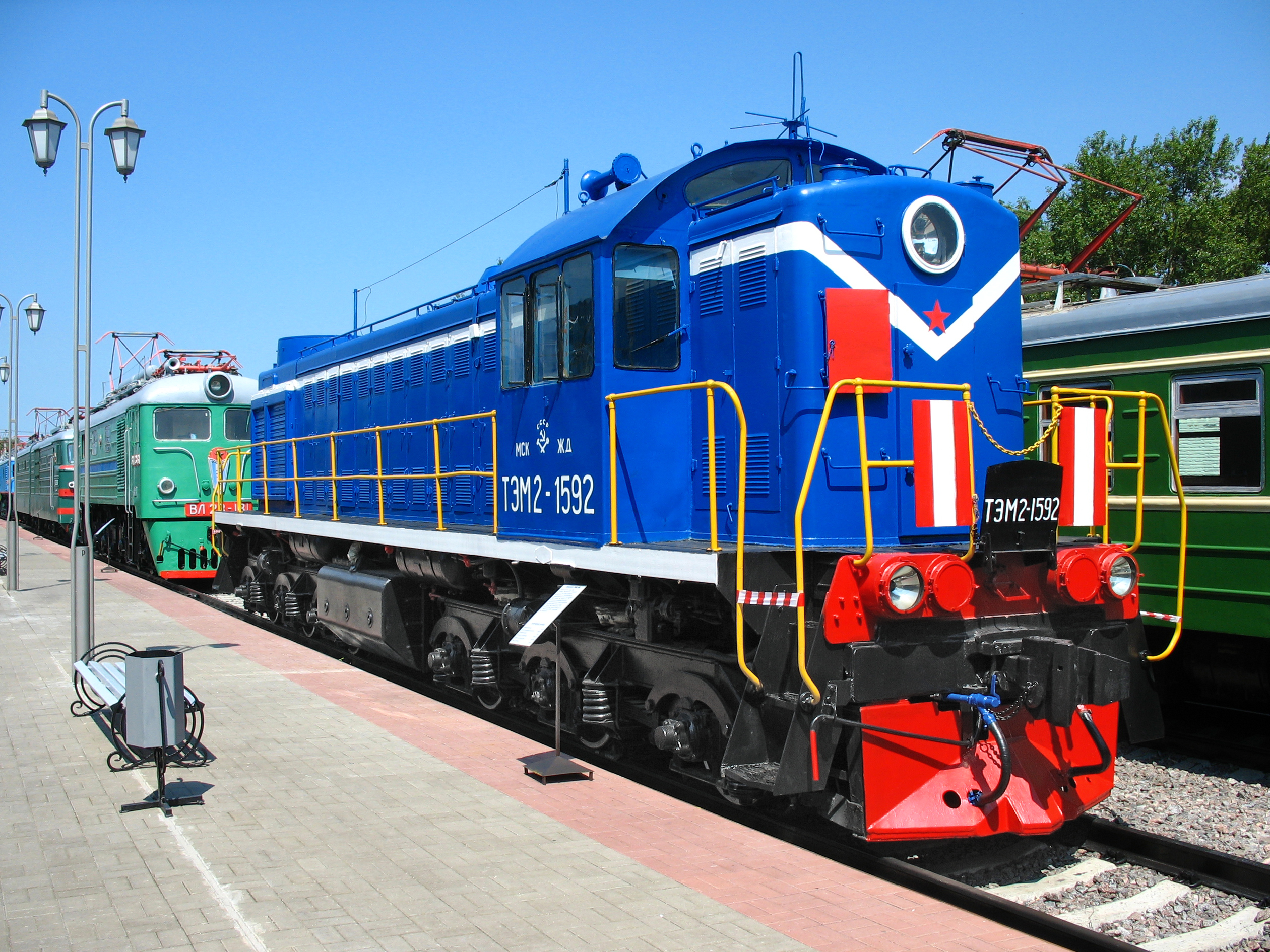
Маневровий тепловоз ТЕМ2-1592

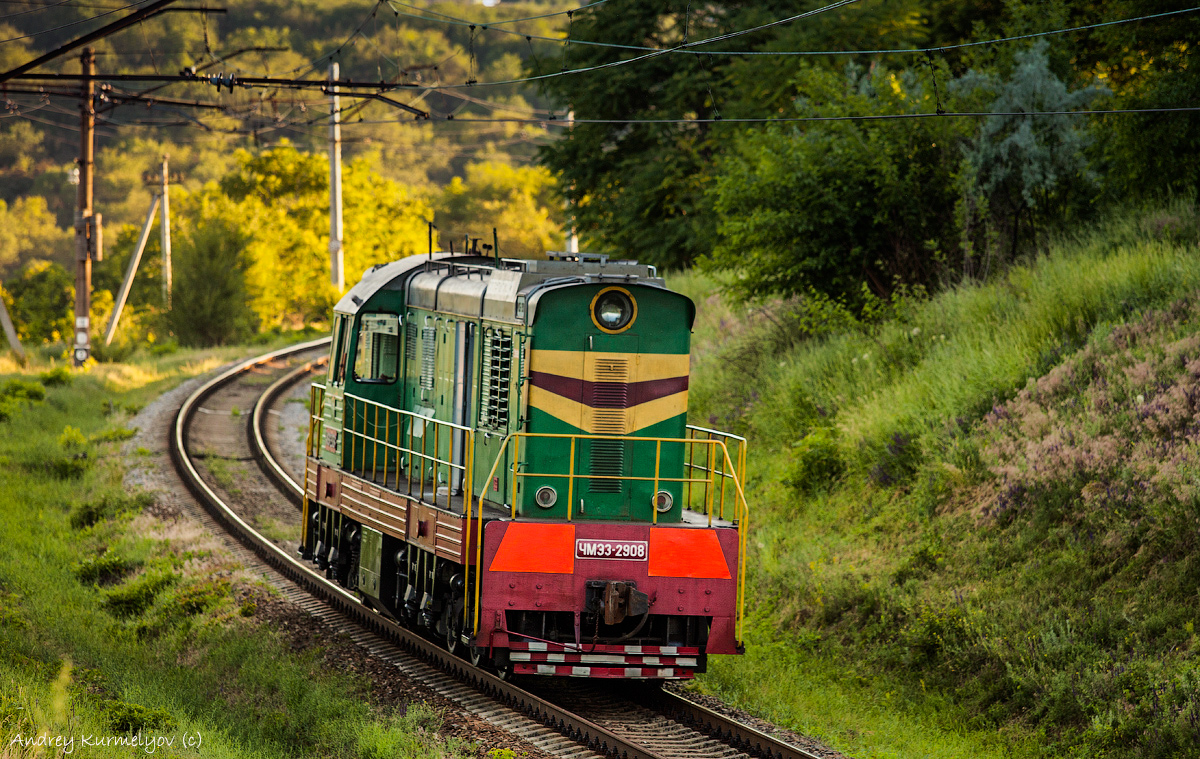
Маневровий тепловоз ЧМЕ3-2908

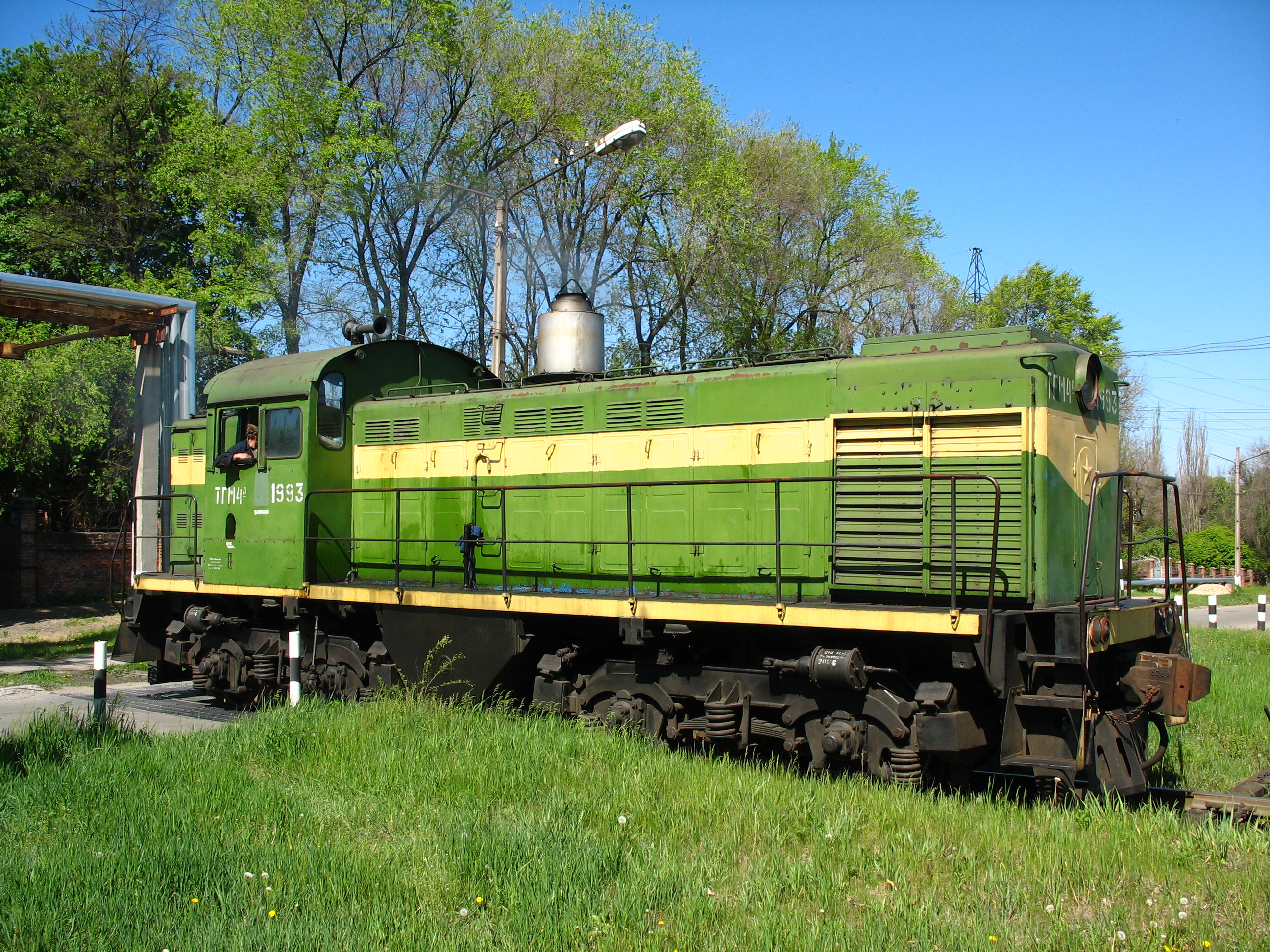
Маневровий тепловоз ТГМ4А-1993

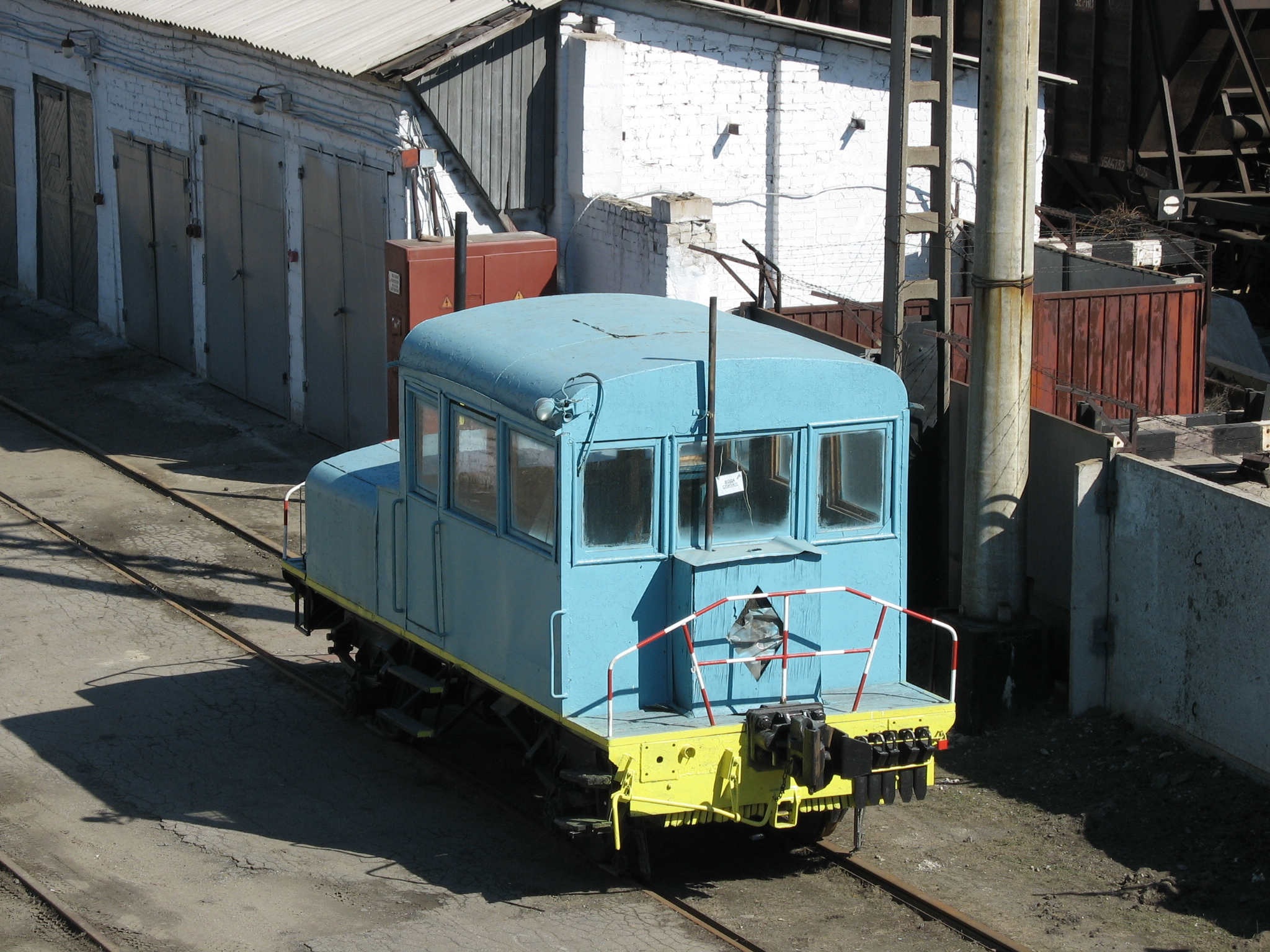
Мотовоз М К/2 15

Маневро́вий локомоти́в — локомотив, призначений для маневрових робіт на станціях і під'їзних коліях, тобто для пересування вагонів станційними коліями, формування і розформування поїздів, подачі вагонів на ремонтні колії.

## Загальні вимоги до маневрових локомотивів
При виконанні маневрів локомотив переважно працює в нестабільних режимах. При частих рушаннях з місця і розгонах необхідно аби локомотив мав велику зчіпну масу і велике тягове зусилля, тому маневрові локомотиви мають порівняно велику силу тяги і відповідно невисокі розрахункові швидкості тривалих режимів. Маневровий локомотив має забезпечувати максимально можливу швидкість руху (враховуючи умови безпеки), плавне гальмування, швидке реверсування, високий середньоексплуатаційний ККД і надійність. Керування маневровим локомотивом має бути простим і зручним.

## Вимоги до потужності
Враховуючи зростання перевезення обсягів вантажів і збільшення маси поїздів, підвищуються вимоги до сили тяги й потужності маневрових локомотивів. Особливо високу потужністю повинні мати маневрово-вивозні локомотиви, які, окрім маневрів на станціях, також передають состави на сусідні станції та залізничні вузли. До 1970-х років потужність дизельного двигуна маневрового локомотива становила 550—770 кВт. У 1980-ті роки введені в експлуатацію локомотивів з потужністю двигуна 835—1040 кВт. Великовагові поїзди вивозяться маневрово-вивозними тепловозами потужністю 1540 кВт, у перспективі — створення тепловозів потужністю 2300 кВт.
Маневровий локомотив інколи використовують як магістральні тепловози, а також інші локомотиви, однак їхня ефективність неспівмірна з ефективністю спеціальних локомотивів, призначених для виконання маневрової роботи.

## Дивись також
- Мотовоз
- ТЕМ2
- ТЕМ7
- ЧМЕ3
- ЧМЕ2